# Shalës
Shalës is een plaats en voormalige gemeente in de stad (bashkia) Cërrik in de prefectuur Elbasan in Albanië. Sinds de gemeentelijke herindeling van 2015 doet Shalës dienst als deelgemeente en is het een bestuurseenheid zonder verdere bestuurlijke bevoegdheden. De plaats telde bij de census van 2011 3842 inwoners.